# Stanisław Nawrocki (poeta)
Stanisław Nawrocki pseud. Marek Bartnicki (ur. 20 października 1947 w Przasnyszu, zm. 8 października 2004 w Płocku) – prawnik, działacz społeczny, poeta. Brat Aleksandra Nawrockiego.

## Życiorys
Ukończył filologię polską w Studium Nauczycielskim w Płocku. Absolwent Wydziału Prawa Uniwersytetu im. Mikołaja Kopernika w Toruniu. Pracował jako radca prawny i adwokat oraz nauczyciel. Debiutował na łamach prasy jako poeta w 1975.
W 1991 z jego inicjatywy powołano Płockie Towarzystwo Oświatowe – był jego prezesem przez 13 lat. Działał w Stowarzyszeniu Autorów Polskich, Związku Literatów Polskich, był członkiem Towarzystwa Naukowego Płockiego i władz Okręgowej Rady Adwokackiej, prezesem Stowarzyszenia Tanecznego "Skandia". Malował obrazy olejne i akwarele, pisał wiersze, zajmował się publicystyką, był też tłumaczem literatury francuskiej. Opublikował 10 książek poetyckich – pierwsze tomiki wydał pod pseudonimem Marek Bartnicki. W 2002 z ramienia SLD został radnym, pełnił funkcję przewodniczącego Rady Miasta Płocka. 
Został pochowany na cmentarzu w Imielnicy. Pośmiertnie uhonorowany medalem Zasłużony dla Płocka.

## Twórczość - poezja
- Ziemia zastana (1977)
- Garbate tańce (1980)
- Wyspowiadać świat (1984)
- W dorzeczu gwiazd (Wiersze z lat 1978-1982) (1987)